# Fundamentalismo de livre mercado
Fundamentalismo de livre mercado ou fundamentalismo de mercado (do inglês "free-market fundamentalism" ou simplesmente "market fundamentalism") é uma expressão pejorativa usada pelos críticos do capitalismo laissez-faire no que eles dizem ser uma exagerada crença de que mercados livres proporcionam a maior equidade e prosperidade possível, e qualquer interferência nos processos de mercado reduz o bem estar social - ou seja, livre-mercados seriam capazes de resolver, de per si, todos os problemas que afetam uma sociedade.
É também empregada, pejorativamente, para combater os chamados defensores radicais das virtudes dos "livre mercados" ou, nas palavras de George Soros, contra a ideologia "que coloca o capital financeiro ao volante". Portanto, as pessoas e organizações às quais a expressão se refere, geralmente a consideram pejorativa, já que significa liberalismo econômico do tipo laissez-faire, levado ao extremo.
Os críticos da atitude "fundamentalista de mercado" reconhecem que "mercados perfeitos" produzem resultados benéficos a uma sociedade, mas eles raramente são encontrados na vida real, e os "mercados imperfeitos", normalmente, produzem resultados negativos. Assim, consideram que só onde o mercado funciona bem é que deve operar livremente; onde os mercados atuam contra o interesse comum de uma sociedade, devem ser regulamentados.
Entre os usuários da expressão, estão os defensores da intervencionismo e do protecionismo, mas também capitalistas como George Soros e economistas, como Joseph Stiglitz, e sociólogos, como Anthony Giddens.
Stiglitz usou a expressão, em seu ensaio autobiográfico por ocasião da aceitação do Prêmio Nobel, para criticar algumas das políticas do FMI:

De maneira geral, o FMI estava defendendo políticas chamadas, alternativamente, de doutrinas neoliberais ou de 'fundamentalismo de livre mercado', baseadas num entendimento incorreto das teorias econômicas e no que (eu via como) uma interpretação inadequada de dados históricos." 
Dentro dessa concepção, são citadas como "fundamentalistas" as inabaláveis crenças de que os livres mercados maximizam a liberdade individual e que são o único meio de promover o crescimento econômico.
Também é atribuída aos "fundamentalistas" a crença de que os mercados tendem a um equilíbrio natural (graças à "mão invisível") e que os interesses da sociedade são atingidos quando os participantes podem perseguir seus próprios interesses. A expressão, geralmente rejeitada como sendo pejorativa pelas pessoas e organizações a quem se aplica, tem sido usada por Giddens e Stiglitz, e certamente foi popularizada por George Soros no seu livro A Crise do Capitalismo Global - Os perigos da sociedade globalizada:

Esta ideia era chamada de laissez-faire no século XIX… encontrei um nome melhor para ela: fundamentalismo de livre mercado..
O jornalista Palagummi Sainath também se refere ao escritor e ativista Jeremy Seabrook como sendo provavelmente o primeiro a empregar o termo "fundamentalismo de livre mercado" (market fundamentalism).

As teorias que eu, e outros, desenvolvemos explicaram porque os mercados livres frequentemente não só não conduzem à justiça social, mas também nem sequer produzem resultados eficientes. É interessante notar que não tenha havido um debate intelectual à (minha) refutação da mão invisível de Adam Smith: indivíduos e empresas, na busca de seu próprio interesse, não são necessariamente, ou em geral, conduzidos por uma mão invisível rumo à eficiência econômica.— Joseph E. Stiglitz
A principal característica da retórica dos fundamentalistas de livre mercado, segundo John Quiggin consiste em fazer afirmações dogmáticas, e em alegar que quem quer que discorde delas não é um verdadeiro economista,.
Esta postura dogmática nasce da crença de que a economia neoclássica nos forneceria uma explicação científica e matemática dos fenômenos econômicos, explicação essa a que os fundamentalistas de livre mercado elevam à condição de uma verdade científica absoluta. Entretanto, como indicou John Ralston Saul, estas "certezas absolutas" não passam de uma forma de insulto (bullying).
A influência do fundamentalismo de livre mercado nos debates de políticas públicas, em décadas recentes, levou ao surgimento de um neoconservadorismo radical'.
Kozul-Wright demonstra em seu livro The Resistible Rise of Market Fundamentalism que essa inevitabilidade da força dos livres mercados que os neoliberais tendem a enfatizar, e sua confiança nas políticas assim escolhidas, apóiam-se numa mistura de hipóteses implícitas e ocultas, em mitos sobre a história do desenvolvimento econômico de seus próprios países e em interesses próprios, camuflados na sua retórica de bem comum.

## Publicações sobre Fundamentalismo de livre mercado
Livros
- ALBERS, Detlev, HAELER, Stephen, MEYER, Henning; (Editors). Social Europe: A Continent's Answer to Market Fundamentalism. London: European Research Forum at London Metropolitan University (23 Jun 2006) ISBN 0954744837 ISBN 978-0954744830
- «BOLDEMAN, Dr. Lee. The cult of the market: economic fundamentalism and its discontents., Canberra: The Australian National University ANU E Press, 2007, ISBN 9781921313530» (PDF)
- Reforming Latin America's Economies: After Market Fundamentalism. Palgrave Macmillan, 2006. ISBN 140394945X ISBN 978-1403949455
- GIDDENS, Anthony. Para Além da Esquerda e da Direita. O futuro da Política Radical. São Paulo: Fundação Editora da UNESP, 1995, p. 14, ISBN 8571391149
- «KELSEY, Jane. A Review of Economic Fundamentalism: The New Zealand Experiment - A World Model for Structural Adjustment?, Pluto Press, 1995.»
- KOZUL-WRIGHT, Richard & RAYMENT, Paul. The Resistible Rise of Market Fundamentalism: The Struggle for Economic Development in a Global Economy. United Nations Conference on Trade and Development (UNCTAD), London: ZedBooks Ltd, 2007. Paul Rayment é o diretor de análise econômica da Comissão Econômica para a Europa, das Nações Unidas. Richard Kozul-Wright é economista senior na Conferência de Comércio e Desenvolvimento das Nações Unidas (UNCTAD). ISBN 9781842776360 ISBN 9781842776377
- KOZUL-WRIGHT, Richard & RAYMENT, Paul. The 'resistible Rise of Market Fundamentalism: The Struggle for Economic Development in a Global Economy. Palgrave Macmillan, July 2007. ISBN 9781842776377 ISBN 1842776371
- RITZER, George (editor). The Blackwell Companion to Major Social Theorists, Series: Blackwell Companions to Sociology, Blackwell publishing, 2003. ISBN 9780631207108 ISBN 0631207104 Veja "market fundamentalism" no verbete Postscript to Anthony Giddens', pág. 690, legível online.
- «SOROS, George. The Crisis of Global Capitalism Public Affairs, 1998.»
- «SOROS, George. The New Paradigm for Financial Markets: The Credit Crisis of 2008 and What It Means. Nova York: PublicAffairs, 2008» ISBN 9781586486839

Artigos
- «BEAMS, Nick. Soros warns of "market fundamentalism". WSWS: News & Analysis: World Economy 22 December 1998»
- «Bidstrup, Scott. Free Market Fundamentalism: Friedman, Pinochet and the "Chilean Miracle", Revised 10/15/02»
- «BLOCK,Fred. Reframing the Political Battle: Market Fundamentalism vs. Moral Economy., Longview Institute»
- «GERASKOV, Emil Asenov. Market Fundamentalism and The Paradox Of Transition., 1997» Conference held on American University in Bulgaria, April 25-27, 1997.
- «POLANYII-LEVITT,Kari. Keynes and Polanyi: Then and Now A Seminar by Kari Polanyi-Levitt Monday 25 November, 2002  London School of Economics» (PDF)
- «ROSEN, Ruth. Note to Nancy Pelosi: Challenge Market Fundamentalism., January 30, 2007» Ruth Rosen is a journalist and historian. She is a senior fellow at the Longview Institute in Berkeley and a professor emerita of history at the University of California, Davis. She is currently a visiting professor of public policy and history at U.C. Berkeley.
- «SAINAH,P. Poverty, Market Fundamentalism and the Media, 2001» P. Sainath, um premiado jornalista indu, é o editor de assuntos rurais do The Hindu e o autor de Everybody Loves a Good Drought.
- «Hoang, Kathy. World Bank Brings Market Fundamentalism to Iraq.  50 Years Is Enough Network, Economic Justice News Online, Vol.7, Nº 3, September, 2004»
- «Rosen, Ruth. Note to Nancy Pelosi: Challenge Market Fundamentalism., January 30, 2007»